# Негризија (Тревизо)
Негризија је насеље у Италији у округу Тревизо, региону Венето.
Према процени из 2011. у насељу је живело 875 становника. Насеље се налази на надморској висини од 10 м.